# Надгробни споменик Маринку Илићу у Грабу
Надгробни споменик Маринку Илићу у Грабу (†1846) налази се на Илића гробљу у Грабу, Општина Лучани. Рад је чувеног драгачевског каменоресца Радосава Чикириза из села Рти.

## Опис
Споменик у облику високог стуба од живичког пешчара, димензија 180х47х24 cm. На источној страни, у лучно надсвођеном пољу уклесан је епитаф. На полеђини стуба, у врху, исклесан је једноставан рељефни крст на постољу, док су бочне стране празне. Осим „цветне гране” изнад натписа нема других декоративних мотива. Споменик је релативно добро очуван, прекривен различитим врстама лишаја. Оштећење с предње стране карактеристично је за ову врсту споменика и прети његовом даљем опстанку.

### Епитаф
Текст исписан крупним, читким словима предвуковског писма гласи:
ОВДЕ ПОЧИВА РАБЪ БОЖİИ МАРИНКО СЫНЪ МİЯИЛА ИЛИЋА Ж: СЕЛА ГРАБА ПОЖИВЫ 27. Г: И ПРЕСТАВИ СЕ 26.МАРТА 1846 Г:
НАПИСА РАДОСАВЪ ЧИКИРИЗЪ ИЗЪ СЕЛА РТİЮ